# Michele Motta
Michele Motta (né le 12 septembre 1921 à Oreno di Vimercate et mort le 25 mars 1980 à Lissone) est un coureur cycliste italien.

## Palmarès
- 1942
  - Medaglia d'Oro Città di Monza
  - Coppa del Re
- 1944
  - Coppa Agello
  - Trophée Baracchi
  - 2e de la Coppa Bernocchi
  - 3e de la Coppa Marin
- 1945
  - Trophée Baracchi
  - Coppa del Re
  - Coppa San Geo
  - 2e du championnat d'Italie sur route amateurs
- 1946
  - 3e du Tour de Lombardie
- 1947
  - Tour du Latium
  - 2e du Trophée Baracchi
  - 3e du Tour des Apennins
  - 3e du Grand Prix de l'industrie et du commerce de Prato

## Résultats sur les grands tours

### Tour d'Italie
- 1946 : abandon
- 1947 : abandon